# Каланчакский район

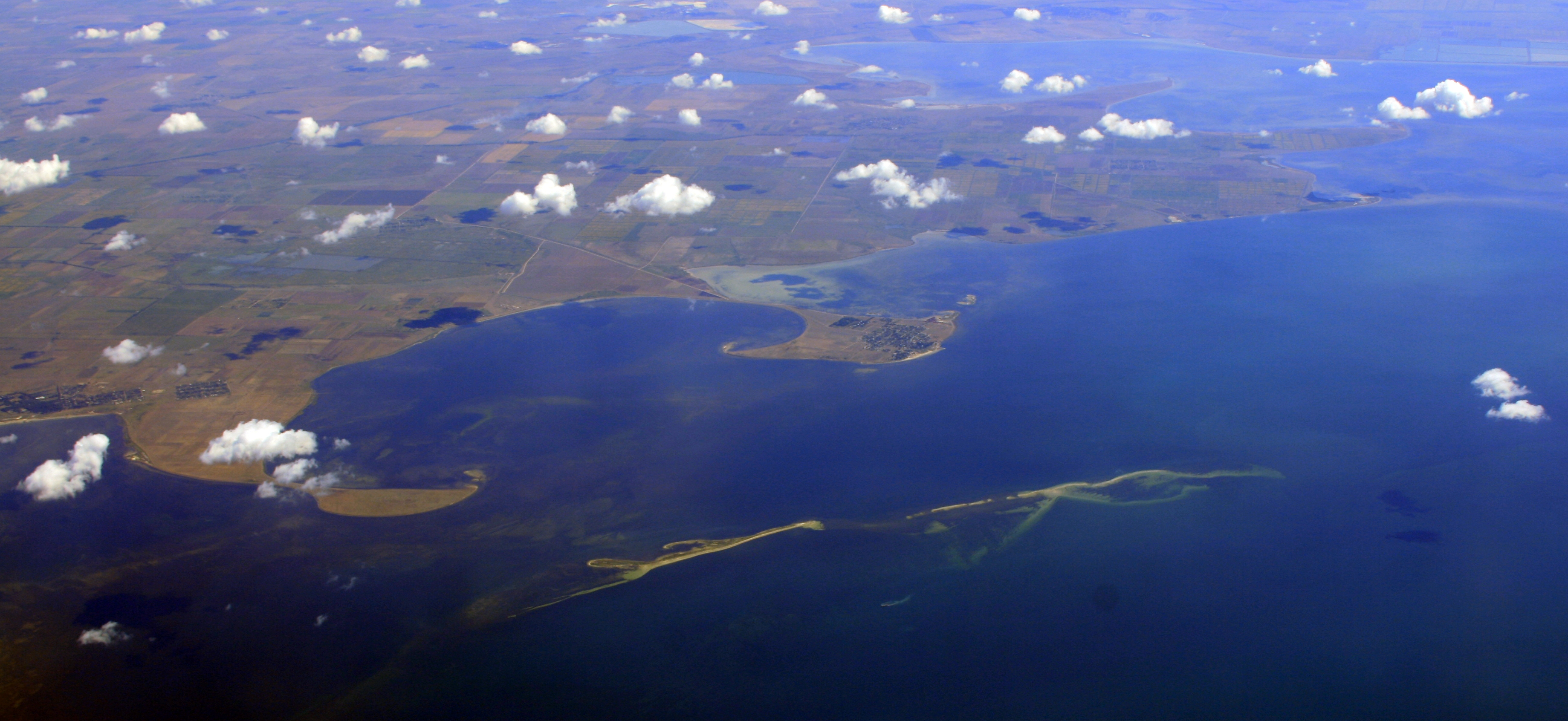
Вид на приморскую часть Каланчакского района с высоты нескольких километров

Каланча́кский райо́н (до 1939 г. — Хорловский) — упразднённая административная единица в южной части Херсонской области Украины. Административный центр — Каланчак. С 2020 года территория района входит в состав Скадовского района.

## География
На севере и востоке граничит с Алёшковским и Чаплинским районами, на западе со Скадовским районом, на юге с Армянским горсоветом Крыма. На юге район омывается водами Джарылгачского и Каркинитского заливов Чёрного моря.
Местные условия природы отличны для организации летнего отдыха. На 35 километрах береговой линии расположились прекрасные черноморские пляжи с целительным воздухом, содержащим ионы брома и йода.

## История
Образован в 1931 году как Хорловский район с центром в селе Порт Хорлы. В 1932 вошёл в состав Одесской области. В 1935 году из территории района выделен Чаплинский район. В 1937 передан в состав Николаевской области. В 1939 центр района перенесён в Каланчак, а район переименован в Каланчакский. В 1944 году район стал частью Херсонской области.
Упразднён 30 декабря 1962 года, восстановлен 8 декабря 1966 года.
17 июля 2020 года в результате административно-территориальной реформы район вошёл в состав Скадовского района. На его территории были сформированы Каланчакская и Мирненская территориальные общины.